# 10-Yard Fight
10-Yard Fight – komputerowa gra sportowa wyprodukowana w 1983 roku przez japońskie studio Irem. 10-Yard Fight jest symulacją futbolu amerykańskiego. Gracz kieruje w niej jednocześnie tylko jednym futbolistą, starając się doprowadzić do zwycięstwa swojej drużyny. Dostępnych jest pięć poziomów trudności
10-Yard Fight miała opinię pierwszej w miarę realistycznej gry komputerowej o futbolu amerykańskim, jednak z powodu nieuwzględnienia kanonicznych cech tej dyscypliny sportowej – między innymi przyłożenia czy kopu na bramkę – nie uzyskała sympatii graczy. Zebrała słabe recenzje i wśród graczy ma znaczenie wyłącznie historyczne.